# Miguel Ximénez
Miguel Ximénez, vollständiger Name Miguel Alejandro Ximénez Acosta, (* 26. August 1977 in Maldonado) ist ein ehemaliger uruguayischer Fußballspieler.

## Karriere
Der 1,77 Meter große Offensivakteur Ximénez stand zu Beginn seiner Karriere von 1997 bis Mitte 2002 in Reihen der Mannschaft von Deportivo Maldonado. In der zweiten Jahreshälfte spielte er auf Leihbasis für den Club Atlético Atenas. Nach seiner Rückkehr zu Deportivo Maldonado gehörte er bis Ende 2003 deren Profikader an. Im Folgejahr bestritt er 22 Partien in der Primera División für Plaza Colonia und erzielte dabei 17 Treffer. In anderen Quellen wird er in jenem Jahr als 16-facher Torschütze gemeinsam mit Carlos Bueno als Torschützenkönig des Torneo Clasificatorio 2004 ausgewiesen. In den ersten sieben Monaten des Jahres 2005 war er in Guatemala bei CSD Comunicaciones aktiv. Anschließend wechselte er zu Danubio FC. In den Spielzeiten 2005/06 und 2006/07 wurde er bei den Montevideanern in 19 Erstligabegegnungen eingesetzt und schoss fünf Tore. In der Clausura 2007 lief er 15-mal für die Montevideo Wanderers auf und traf dabei zwölfmal ins gegnerische Tor. Von Ende Juli 2007 bis kurz vor Jahresende wird er sodann als Spieler bei Atlético Junior geführt. Danach war Sporting Cristal bis Ende 2008 sein Arbeitgeber. Bei den Peruanern trat er bei 42 Erstligaeinsätzen insgesamt 32-mal als Torschütze in Erscheinung. Es folgte ein bis in den Januar 2008 währendes Engagement mit sechs persönlichen Torerfolgen in der Liga, sieben Einsätzen (zwei Tore) in der Copa Libertadores 2009 und einem (kein Tor) in der Copa Sudamericana 2009 beim Club Libertad in Paraguay. Im Anschluss daran kehrte er zu Sporting Cristal zurück. Während dieser zweiten Phase der Klubzugehörigkeit kam er 57-mal in der Primera División zum Einsatz und schoss 25 Tore. Im Januar 2012 verpflichtete ihn Universitario de Deportes. Beim Verein aus Lima zeigte er sich mit 24 erzielten Treffern bei 56 Erstligaeinsätzen ähnlich torgefährlich. Mitte Januar 2010 wechselte er wieder in seine Geburtsstadt zu Deportivo Maldonado. In der Clausura 2014 wirkte er in zwölf Spielen der Segunda División mit und traf fünfmal ins gegnerische Tor. Ab Ende Juli 2014 setzte er seine sportliche Laufbahn beim Club Sportivo Cienciano fort. 21 Erstligaeinsätze (vier Tore) und zwei (kein Tor) in der Copa Inca weist die Statistik dort für ihn aus. Seit Januar 2016 gehört er erneut dem Kader des Club Atlético Atenas an. Beim Klub aus San Caros bestritt er zehn Partien in der zweithöchsten uruguayischen Spielklasse und schoss zwei Tore. Ende Oktober 2016 verkündete er das Ende seiner Karriere und seine Absicht, zukünftig als Trainer arbeiten zu wollen. Allerdings wurde im April 2017 berichtet, er habe sich nach dieser letzten Profistation dem Amateurverein Club Ituzaingó aus Punta del Este angeschlossen.